# North Dumfries (Ontario)
North Dumfries (offiziell Township of North Dumfries) ist eine Gemeinde in der Regional Municipality of Waterloo im Südwesten der kanadischen Provinz Ontario. Das Township hat den Verwaltungsstatus einer Lower Tier (untergeordneten Gemeinde).

## Geografie
Das Gebiet von North Dumfries umschließt die Stadt Cambridge von Südwesten, Süden und Südosten. Die Gemeinde liegt 15 Kilometer südwestlich von Waterloo und 50 Kilometer nordöstlich von Hamilton. Der Highway 401 von Toronto nach London, auch Macdonald-Cartier Freeway genannt, führt quer über das Gebiet von North Dumfries.

## Geschichte
William Dickson kaufte das Land des heutigen North Dumfries im Jahr 1816 für 24.000 Pfund und benannte es nach seiner Heimatstadt Dumfries in Schottland. Im selben Jahr hatte er das Land vermessen und nahm 1817 die ersten Sägewerke in Betrieb. Es wurden 38 Familien mit einer Gesamtbevölkerung von 163 Personen gezählt. Im Jahr 1819 fand die erste Gemeindeversammlung von North Dumfries statt. Ab 1820 wanderten weitere schottische Siedler in die Region ein.

## Demographie
Im Jahre 2006 ergab sich eine Bevölkerungszahl von 9063 Personen mit einem Durchschnittsalter von 39 Jahren. Fast 90 % der Einwohner spricht Englisch als erste Sprache.